# تاهني أتكينسون
تاهني أتكينسون (بالإنجليزية: Tahnee Atkinson)‏ (مواليد 31 يناير 1992) عارضة أسترالية، اشتهر بفوزها بنسخة الخامسة من برنامج أستراليا نيكست توب موديل.

## نشأتها
ولدت تاهني 31 يناير 1992 في شمال فريمانتل ، أستراليا الغربية ، أستراليا

## روابط خارجية
- تاهني أتكينسون على موقع دليل عارضات الأزياء (الإنجليزية)

- تاهني أتكينسون في إنستغرام
- تاهني أتكينسون في أي أم جي موديل
- تاهني أتكينسون في دليل عارضة الأزياء

| سبقه ديملزا ريفيلي | أستراليا نيكست توب موديل فائزة دورة الخامسة (2009) | تبعه أماندا وير |